# Tama Aoki
Tama Aoki (Tóquio, 30 de novembro de 1929) é uma ensaísta e escritora japonesa. Filha única da também escritora Aya Koda, seu nome de solteira é Tama Mihashi. Em 1994, Aoki recebeu o prêmio Geijutsu Senshō por seu trabalho Koishikawa no Ie. Sua filha, Nao, também é ensaísta.

## Biografia

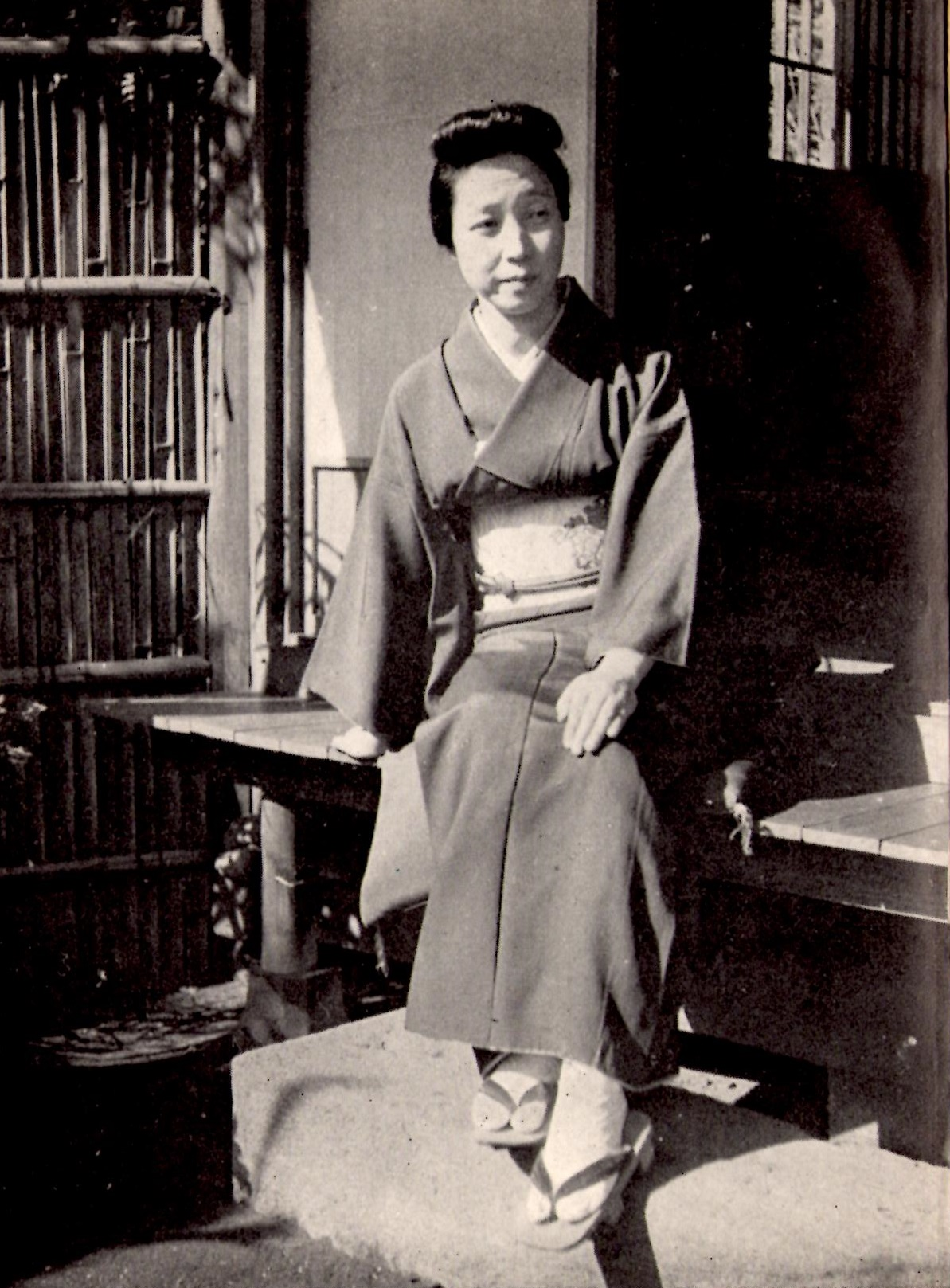
Aya Kada, 1950. Aoki receberia de sua mãe a inspiração necessária para iniciar sua carreira como escritora.

Aoki nasceu em Shiba-ku, Tóquio (atualmente, o bairro de Minato), como a única filha da romancista e ensaísta Aya Koda e seu marido, Ikunosuke Mihashi, um comerciante de saquê. Seu avô materno foi um renomado autor: Koda Rohan. Oito meses após seu nascimento, Aoki passou por uma cirurgia depois de ser diagnosticada com intussuscepção. Durante toda a sua infância sofreu com a saúde delicada.Em 1936, entrou para a Escola Primária de Nagatachō (atual Escola Primária Kōjimachi). Naquele mesmo ano, sua família abriu uma loja de bebidas em Tsukiji, que iria à falência dois anos depois. Em 1937, a família mudou-se para Kyōbashi, onde abriu outra loja de bebidas. Seus pais se divorciaram em 1938 e Aoki foi morar com a mãe na residência de seu avô.
Em 1946, entrou para a Universidade Cristã da Mulher de Tóquio. Em 1947, Aoki passou a morar em Koishikawa. Em 1959, se casou com Masakazu Aoki, um médico que trabalhou para a Associação Japonesa contra a tuberculose. Em 1963, nasceu sua primeira e única filha, Nao. Sua mãe morreu em 31 de outubro de 1990 devido a insuficiência cardíaca.
Em 1994, Aoki publicou um ensaio autobiográfico intitulado Koishikawa no Ie, no qual relata suas experiências após se mudar para Koishikawa com sua mãe e seu avô. Este foi seu começo como escritora. A obra recebeu o prêmio Geijutsu Senshō. Nos anos seguintes, Aoki publicou uma série variada de ensaios, um após o outro, incluindo compilações de obras de sua mãe que ela publicou postumamente em colaboração com a editora Heibōnsha.